# Сивелёв, Никлас
Никлас Сивелёв (швед. Lars Gunnar Niklas Sivelöv; род. 11 апреля 1968, Шеллефтео) — шведский пианист и композитор.
С шестилетнего возраста начал играть на органе, завоевав в этом качестве определённую известность, особенно как импровизатор. В 14 лет переключился на фортепиано, учился в Стокгольмской консерватории у Эстер Бодин-Карпе, затем в Берлине у Ласло Шимона, в Хельсинки у Лиисы Похьёла и в Троссингене у Габриэля Амираша. В 1991 г. дебютировал со Стокгольмским филармоническим оркестром, исполнив Второй фортепианный концерт Белы Бартока.
Выступал и записывался как солист с ведущими дирижёрами Северной Европы, среди которых Томас Даусгор, Йорма Панула, Эса-Пекка Салонен, Лейф Сегерстам. Пропагандируя шведский музыкальный материал, получил, в частности, премию Diapason d'Or за исполнение фортепианного концерта Франца Бервальда, записывал также Вильгельма Стенхаммара, Эйнара Энглунда, Пера Нёргора и т. д. В то же время охотно исполняет в концертах «Хорошо темперированный клавир» И. С. Баха, выпустил альбомы с произведениями Роберта Шумана и Ференца Листа. Как аккомпаниатор записал, среди прочего, альбом сонат с тубистом Эйстейном Бодсвиком.
Автор трёх десятков сочинений, среди которых две симфонии, три фортепианных концерта, различные камерные произведения.